# Tiberiu Olah
Tiberiu Olah (* 2. Januar 1928 in Arpășel, Kreis Bihor; † 2. Oktober 2002 in Târgu Mureș, Kreis Mureș) war ein rumänischer Komponist.

## Leben
Olah studierte ab 1946 am Konservatorium von Cluj und von 1949 bis 1954 am Moskauer Konservatorium. Er wirkte seit 1958 als Lektor, später als Professor am Konservatorium von Bukarest.
Er komponierte Orchester- und kammermusikalische Werke, in denen er sich zunächst an Béla Bartók, George Enescu und Igor Strawinski, später an der Zweiten Wiener Schule orientierte, darunter einen fünfteiligen, dem Bildhauer Constantin Brâncuși gewidmeten Zyklus, sowie Kantaten, ein Oratorium, Chor- und Filmmusik.

## Filmografie
- 1961: Schneelawine (Avalansa )
- 1964: Der Schatz von Vadul Vechi (Comoara din Vadul Vechi)
- 1964: Die Seekatze (Pisica de mare )
- 1966: Der Aufstand (Rascoala )
- 1967: Verurteilte Liebe (Zodia Fecioarei)
- 1969: Eine Frau für eine Saison (Rautaciosul adolescent)
- 1970: Die Schlacht der Giganten (Mihai Viteazul)
- 1970: Kampf der Könige II (Mihai Viteazul - Unirea)
- 1972: Der Abflug (Decolarea )
- 1972: Die Rache (Răzbunarea) (2. Teil der Kinofassung von Der Seewolf)
- 1973: Leidenschaften, die vergehen (Trecătoarele iubiri)
- 1974: Die Unsterblichen (Nemuritorii )
- 1975 Hier kommt keiner durch (Pe aici nu se trece)
- 1976: Die Verurteilung (Osânda)
- 1979: Das wahre Leben des Fürsten Dracula (Vlad Tepes )
- 1982: Tausend Fragen an Frau Andra (Cine iubeste si lasa)
- 1984: Die Waage des Kaisers (Horea)